# Santa Maria de Terrassa (Gavet de la Conca)
Santa Maria de Terrassa és una església romànica al despoblat de Terrassa, al terme municipal de Gavet de la Conca, dins de l'antic terme de Sant Serni. A les delimitacions del castell de Galliners consta ja el lloc de Terrassa, en un document del 1175. Des del 1314 està documentada aquesta església, com a parròquia visitada pels delegats de l'Arquebisbe de Tarragona. Del 1526 es té notícia que el seu rector era Esteve Guillem. Dels segles posteriors, se sap que desapareix de les relacions de parròquies, cosa que evidencia la decadència del lloc. El 1758 no és en una exhaustiva relació de parròquies pallareses, i el 1904 les cases de Terrassa apareixen com a agregades a la parròquia de Gavet. Es troba del tot en ruïnes, i, a més, tot l'espai cobert per esbarzers, de manera que es fa molt difícil d'entrar-hi per tal d'apreciar bé el que se'n conserva. Tanmateix, es tractava d'un edifici d'una sola nau, amb absis semicircular. L'aparell és del segle xi, fet amb carreus irregulars.